# 李榮道
李榮道（韓語：이영도，1972年—）自兩歲起開始在韓國馬山市生活，畢業於慶南大學國語文學系。一九九三年正式開始撰寫小說，一九九七年秋開始在 Hitel 網站連載長篇奇幻小說《龍族》，得到讀者爆發性的迴響，奠定了韓國奇幻小說復興的契機。

## 連結
台灣春天出版社對李榮道的介紹 （页面存档备份，存于）